# Ferberiet
Het mineraal ferberiet is een ijzer-wolframaat met de chemische formule Fe2+WO4.

## Eigenschappen
Het vrijwel opaak zwarte ferberiet heeft een metallische glans, een bruinzwarte streepkleur en de splijting van het mineraal is perfect volgens het kristalvlak [010] en deels volgens [100] en [102]. Het kristalstelsel is monoklien. Ferberiet heeft een gemiddelde dichtheid van 7,45, de hardheid is 4,5 en het mineraal is niet radioactief of magnetisch.

## Naamgeving
Het mineraal ferberiet is genoemd naar de Duitser Moritz Rudolph Ferber (1805 - 1875), die werkte in Gera.

## Voorkomen
Ferberiet komt voornamelijk voor in hydrothermale aders, greisen en granitische pegmatieten, maar ook als mineraal in alluviale sedimenten. De typelocatie van ferberiet is de Alquiles Sierra Almagrera, Spanje. Het mineraal wordt verder gevonden in Beira Baixa, Portugal en Bugarama, Rwanda.